# Giulio Natta
Giulio Natta je bil italijanski kemik, ki se je rodil 26. februarja 1903 v Imperii. Njegova starša sta bila Francesco Maria Natta in vdova Elena Crespi. Imel je polsestro Pino po materini strani. V otroštvu so se zaradi očetove službe preselili v Genovo.
S Karlom Zieglerjem je leta 1963 prejel Nobelovo nagrado za kemijo za odkritja na področju visokih polimerov, leta 1969 pa je prejel tudi zlato Lomonosovo medaljo.
Umrl je 2. maja 1979 v Bergamu v Italiji.

## Šolanje
Že od otroštva je hotel postati znanstvenik. Maturiral je na srednji šoli Krištofa Kolumba leta 1919 pri 16. letu starosti. Dve leti kasneje je maturiral iz dvoletnega tečaja matematike na univerzi v Genovi.

## Študij
Obiskoval je univerzo Politehnike v Milanu, kjer je leta 1924 tudi doktoriral iz kemijskega inženirstva. Tamkajšnji profesor in direktor univerze Giuseppe Bruni je bil navdušen nad Natto in ga imenoval za svojega raziskovalnega pomočnika. Tam se je učil o rentgenski kristalografiji. Leta 1927 je opravil izpite za tamkajšnjega profesorja. 

## Kariera
Leta 1933 je postal redni profesor in direktor Inštituta za splošno kemijo Univerze Pavia, kjer je ostal do leta 1935, dokler ni bil imenovan za rednega profesorja fizikalne kemije na Univerzi v Rimu.
Od 1936 do 1938 je deloval kot redni profesor in direktor Inštituta za industrijsko kemijo na Politehničnem inštitutu v Torinu. Leta 1938 je prevzel položaj vodje oddelka za kemijsko inženirstvo na Politehniki v Milanu, saj je bil njegov predhodnik prisiljen odstopiti zaradi rasnih zakonov proti Judom, ki so jih uvedli v fašistični Italiji. Tam je ostal do upokojitve, in sicer do leta 1973.

## Katalizator
Njegovo delo na Politehniki v Milanu je privedlo do izboljšanja prejšnjega dela Karla Zieglerja in vodilo do razvoja katalizatorja, poimenovanega po teh dveh znanstvenikih: Ziegler–Nattov katalizator. Leta 1963 sta prejela Nobelovo nagrado za kemijo za njuno raziskavo visokih polimerov. Katalizator vsebuje pomembne mešanice kemičnih spojin, ki vplivajo na polimerizacijo olefinov (ogljiki ki vsebujejo dvojno vez) do polimerov z visoko molekulsko maso in zelo urejenimi strukturami.  
Ziegler je ustvaril katalizator za polimerizacijo etilena pri atmosferskem tlaku. Uporabil je katalizator sestavljen iz mešanice titanovega tertaklorida in alkilnega derivata aluminija. Giulio je metodo razširil na druge olefine in na podlagi svojih ugotovitev o mehanizmu reakcije polimerizacije nadaljnje različice Zieglerjevega katalizatorja. Ziegler-Nattov katalizator pa vsebuje različne mešanice halogenidov, prehodnih kovin, zlasti titan, krom, vanadij in cirkonij. 

## Osebno življenje
Leta 1935 se je poročil z Rosito Beati, diplomirano jezikoslovko, ki je tudi skovala izraze izotaktični, ataktični, sindiotaktični za polimere, ki jih je odkril njen mož. Imela sta dva otroka - Giuseppeja in Franca. Rosita je umrla leta 1968.
Leta 1956 mu je bila diagnosticirana Parkinsonova bolezen. Do leta 1963 se je njegovo stanje poslabšalo do te mere, da je moral za govor na slovesnosti ob podelitvi Nobelovih nagrad v Stockholmu prositi na pomoč svojega sina in štiri kolege.